# Demésticha
Demésticha, en grec moderne : Δεμέστιχα, est un village du dème d'Érymanthe, district régional d'Achaïe, en Grèce-Occidentale.
Selon le recensement de 2011, la population du village s'élève à 39 habitants.